# Hainbach (Usa)
Der Hainbach ist ein nach offizieller Lesart knapp zwei Kilometer langer rechter und südlicher Zufluss der Usa.

## Geographie

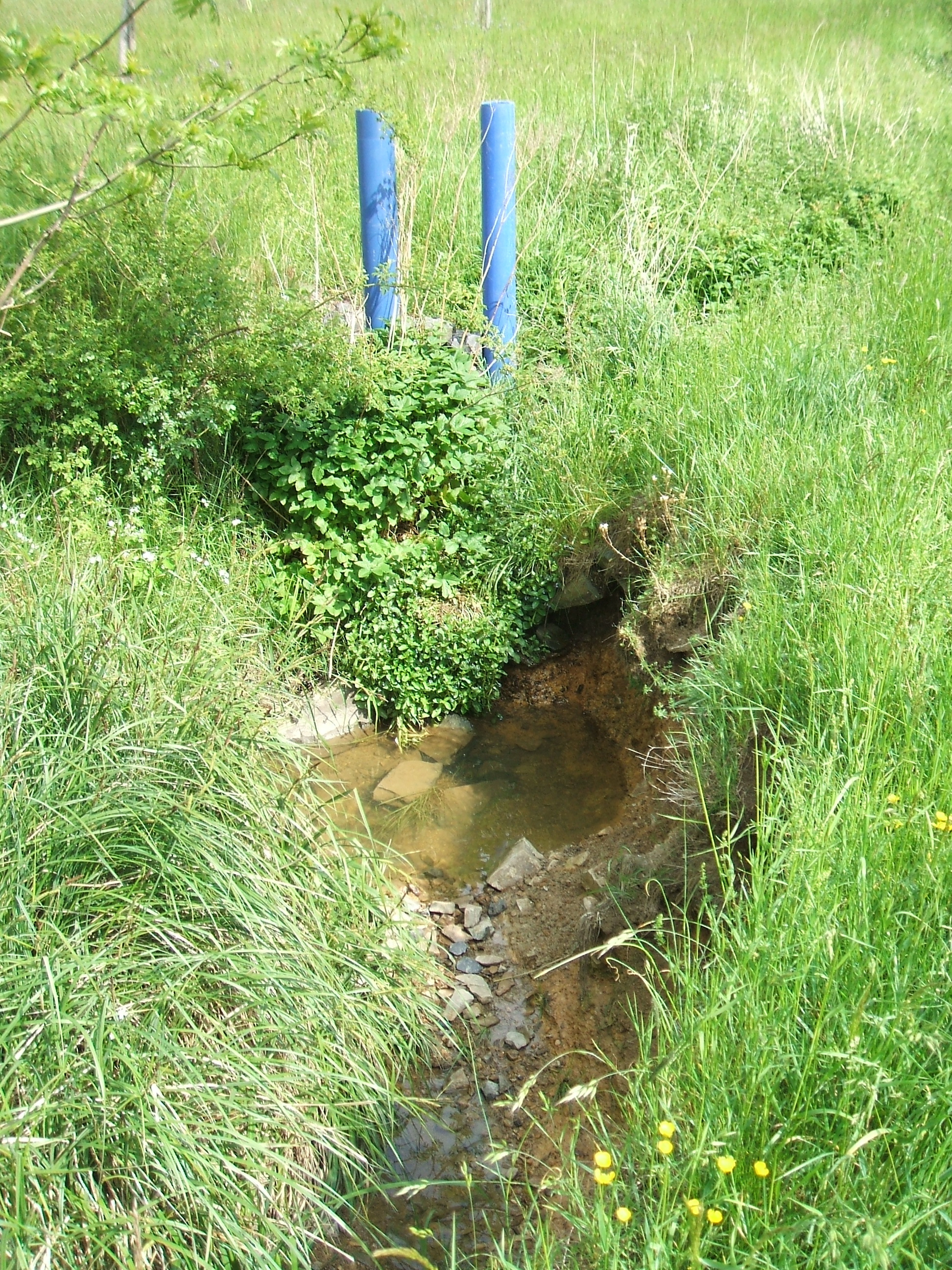
Marke Spende Wasserhochbehälter

### Verlauf
Der Hainbach beginnt offiziell gemäß WRRL-Viewer an einer Wegekreuzung südwestlich des der Rastanlage Wetterau näher gelegenen Wasserhochbehälters Mautzenwiese südlich und oberhalb von Ober-Mörlen. Hier vereinigen sich ein den asphaltierten Weg im Süden begleitender Graben aus Südwest (etwa 200 m lang) und ein anderer Graben aus Süden, von der A 5/E 451 kommend, die etwa ⅔ km entfernt ist. An diesem Graben liegen der Tiefbrunnen Mautzenwiese, ebenfalls aus dem Jahr 1968, sowie der Tannenhof. Der Graben unterquert die asphaltierte Wintersteinstraße (von der Autobahnbrücke zum Forsthaus Winterstein und weiter westwärts führend) und kommt von der Westseite der A 5 herab. Hier münden in ihn Rohrleitungen von der Entwässerung der Autobahn sowie von Süden ein Graben, der die Autobahn begleitet und teilweise auf einem eingezäunten Privatgrundstück in der Flur "Auf dem Kaiser" verläuft, wo er eine Linkskurve beschreibt (Rechtskurve, wenn von unten, der Mündung her, gesehen). Etwa ¼ km vom Treffen auf die Autobahn ist der Anfang dieses Grabens an einem Waldweg gefunden, der von der Autobahn in nordwestlicher Richtung zur Wintersteinstraße führt. Nach Südwesten scheint der beschriebene Graben in einem ehemaligen Hohlweg eine Fortsetzung zu haben. Beide Teile des zum Hainbach geführten Grabens sind durch einen tief liegenden Durchlass verbunden, der verhindert, dass Abflüsse dem Weg zur Wintersteinstraße in einem anderen Graben folgen. Das Geoportal des Landes Hessen lässt die Verlängerung des Hainbachs diesen Weg und sodann die Wintersteinstraße entlang nehmen. Es verlängert seinen Oberlauf um weitere etwa ¾ km durch den Mischwald in der Flur "In der Wann" in dem ehemaligen Hohlweg. Hiernach wäre der Hainbach mit etwa 3½ km Länge fast doppelt so lang wie im WRRL-Viewer des Landes Hessen dargestellt.

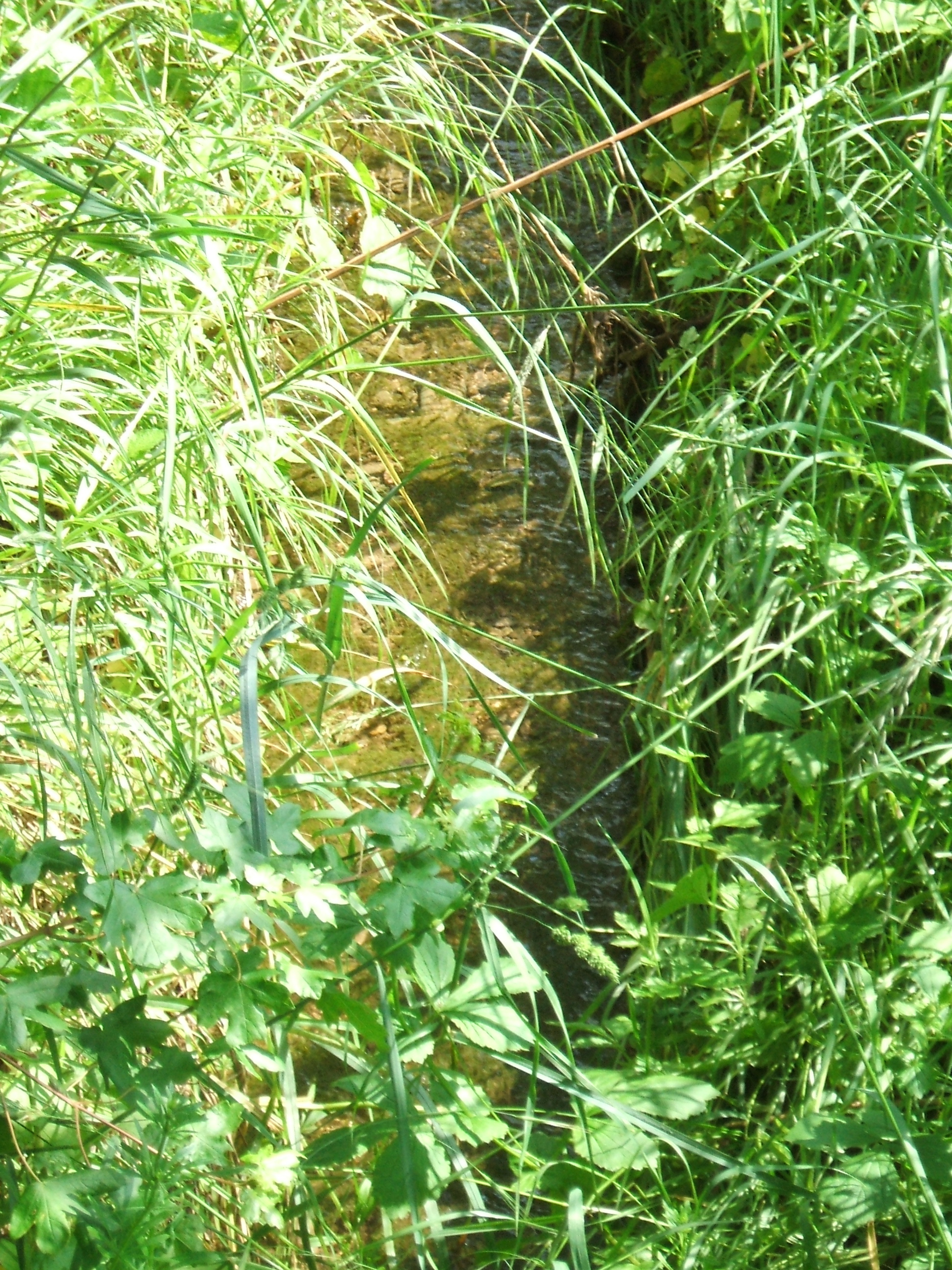
Rasengittersteine am Siedlungsrand

Die ersten etwa 100 Meter nach Nordwesten begleitet der Graben des Hainbachs eine Mähwiese (Flur "Am Ententrieb") links und eine Streuobstwiese (Flur "In der Hainbach") zur Rechten, der Seite, wo auch sein Begleitgrün steht (vor allem Erlen, durchsetzt mit Weiden, Haseln, Eschen, Feldahorn, Weißdorn, Hartriegel, Hundsrosen und jungen Exemplaren der Gattungen Eichen bzw. Walnuss – deren Jugend kann durch natürliche Sukzession bedingt sein). Am Ende der Streuobstwiese mündet von rechts ein Überlauf vom Wasserhochbehälter, der den Bach mit einer Minimalmenge Wasser speist. Nach einem Knick in nordnordwestlicher Richtung gesellt sich ein asphaltierter Weg an seine linke Seite (Flur 24 "Auf der Grindeiche"). Das Bachbett ist teilweise mit Rasengittersteinen befestigt. In flachen Rechts- und Linksbögen fließt der Hainbach durch ein Grundstück, das für den Bau einer westlichen Ortsanbindung an den geplanten Neubau einer Ortsumfahrung (OU) der Bundesstraße 275 südlich um Ober-Mörlen herum vorgesehen ist, die derzeit noch vom nahen Autobahnanschluss "Bad Nauheim" durch den Ort und westwärts in den Taunus führt. Auf dieses Grundstück ist bereits, etwa bei Fluss-km 0,65, eine Erdgasübergabestation der OVAG errichtet worden. (An der Wintersteinstraße ragt ein gelber Metallpfahl als Hinweis auf die verlegte Erdgas-Hochdruckleitung aus dem Boden.) ¼ km weiter erreicht der Hainbach den südwestlichen Ortsrand von Ober-Mörlen und unterquert die B 275 in einem Durchlass. Auf seinen nächsten 350 Metern, bis zu einem unbefestigten Feldweg, markiert er, teilweise durch Rasengittersteine befestigt, mehrfach von Stegen überbrückt, mit dem asphaltierten Feldweg am linken Ufer den Ortsrand. Seine letzten 50 Meter durchquert er die Usa-Aue, links (westlich) von einem unbefestigten Feldweg begleitet, einer Abtrennung zur Ackerflur.

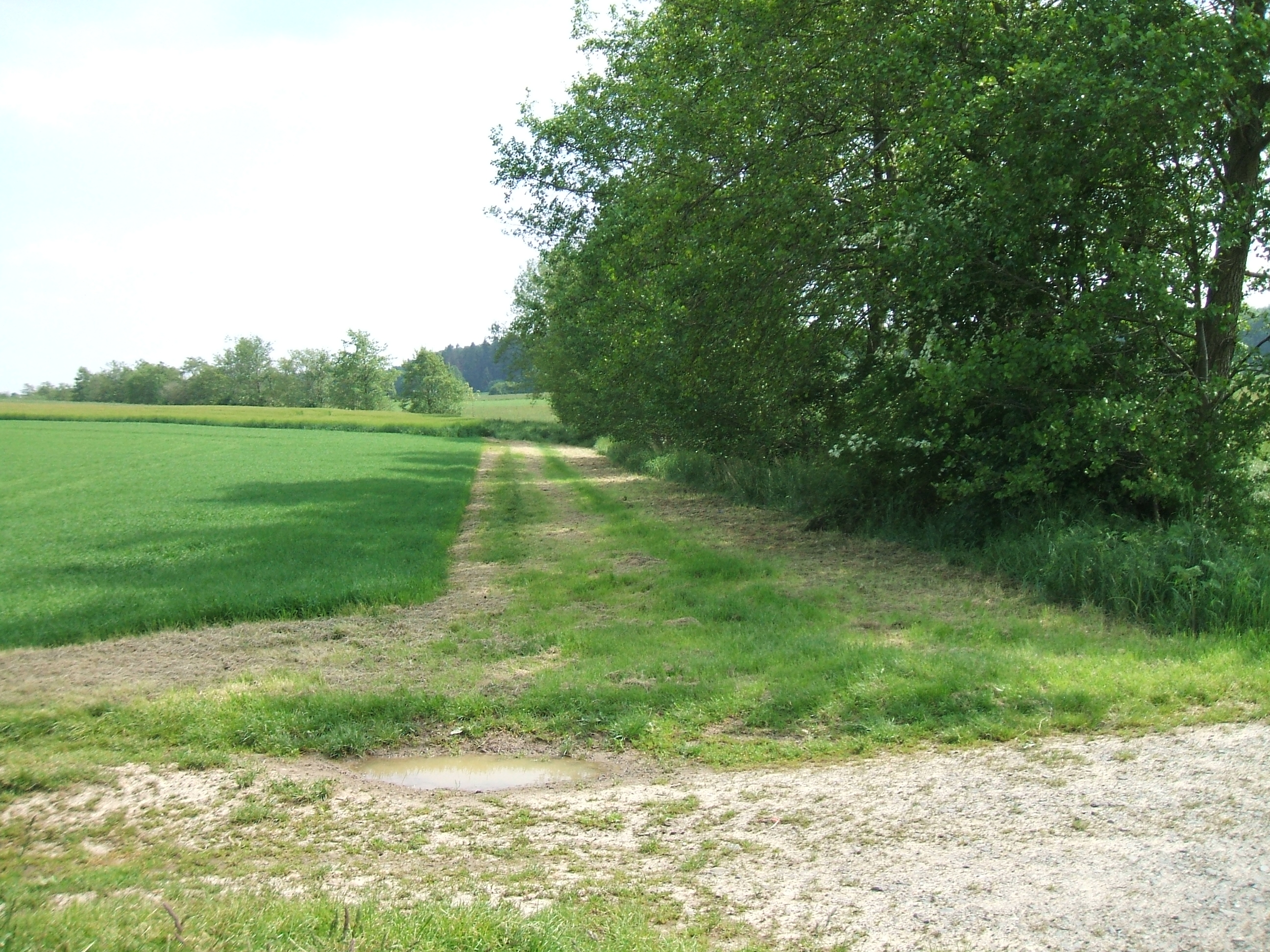
Uferbewuchs und Feldweg Oberlauf

Der Hainbach mündet schräg gegenüber der ehemaligen Hüftersheimer Mühle über eine Rampe von rechts in die Usa bei km 12,5.

### Flusssystem Usa
- Fließgewässer im Flusssystem Usa

### Orte
Der Hainbach fließt ausschließlich durch eine Ortschaft:
- Ober-Mörlen, bebaute und nicht bebaute Gemarkung